# Lubna al-Omair
Lubna al-Omair (en arabe : لبنى العمير) née le 14 avril 1987, est une escrimeuse saoudienne. Elle représente son pays aux Jeux olympiques d'été de 2016 à Rio de Janeiro, fait historique pour le sport féminin saoudien, strictement encadré par les autorités du royaume.
À la suite des accords conclus entre le Comité international olympique et le comité national olympique saoudien de 2012 pour la promotion du sport féminin, qui aboutit sur l'invitation de deux athlètes féminines aux Jeux de Londres la même année, les deux parties décident de prolonger cet effort en attribuant quatre invitations dont bénéficie al-Omair qui devient ainsi l'une des cinq premières femmes saoudiennes à disputer les Jeux olympiques. Elle termine à la 35e et dernière place.
La question du droit de la femme étant sensible en Arabie saoudite, la liste des quatre invitées fut annoncée séparément de celle des sept hommes qui complètent la délégation. Malgré la ségrégation forte qui demeure, la participation de femmes aux Jeux olympiques est vue comme le signe d'une évolution positive saluée par les observateurs internationaux, mais attire également des critiques au sujet des conditions dans lesquelles devront concourir ces femmes, entièrement voilées et devant éviter tout contact avec leurs homologues masculins.

## Classement en fin de saison
| Année | 2016 |
| ----- | ---- |
| Rang  | 148  |